# 이용수 (인권 운동가)
이용수(1928년 12월 13일 ~ )는 대한민국의 여성인권운동가이다.

## 주요 이력

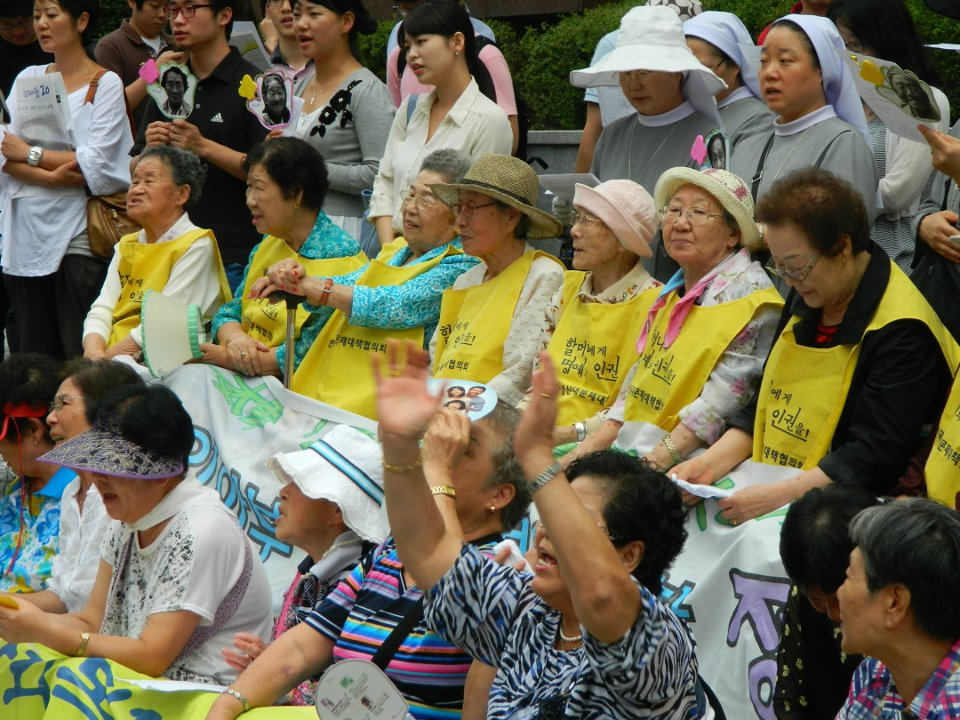
이용수가 참석한 2011년 8월 수요집회

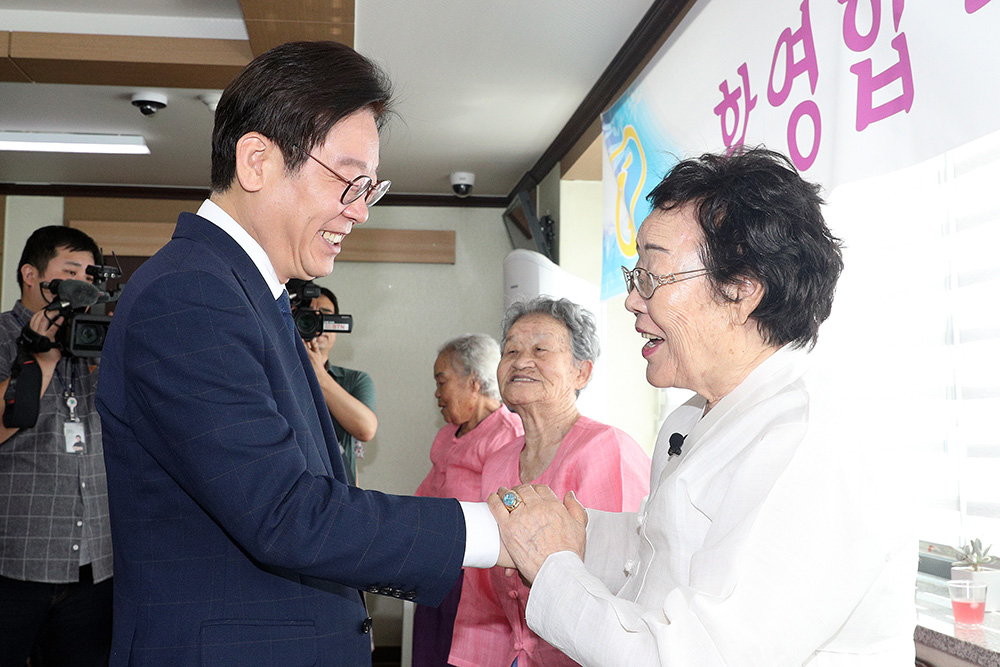
2018년 이재명을 만난 이용수.

이용수는 일본군 위안부 피해자로서 위안부 문제 해결에 국제사회에서 대한민국 국적자 중 가장 뚜렷한 업적을 2번이나 남긴 국제적 여성인권운동가이다. 2007년 미국 하원에서 다른 피해자 2명과 함께 개인 자격으로 한국 정부나 한국 기존 시민단체 도움 없이 증언하여 미국 하원이 위안부 문제를 개인 매춘이 아니라 강제적 인권유린으로 공식 비난하는 내용의 결의안 통과라는 엄청난 위업 달성에 공헌하였다. 또 일본이 막후조건으로 기존 위안부소녀상 철거를 요구한 한일 위안부 합의 이후인 2017년에 미국 샌프란시스코에 새로 건립된 소녀상은 이용수의 2015년 또 다른 증언으로 가능했다. 이로써 이용수는 위안부 문제에서 본인 명의로 따로 정부 지원금이나 정기후원금 한 푼 모금하지 않은 개인이 가장 큰 외교적 업적을 2번이나 달성했으나 대한민국 훈장은 못 받은 진기록을 보유하고 있다. 영화 아이 캔 스피크, 주전장의 모델이 되었다.

## 생애
1928년 경상북도 성주에서 출생하여 지난날 한때 경상북도 대구에서 잠시 유아기를 보낸 적이 있는 이용수는 유모로 일하는 어머니 대신 동생을 돌보며 면사공장에 다니다가 16세이던 1944년 군 위안부로 타이완(대만)에 끌려갔다가 1946년 고향으로 돌아왔다.
1994년 5월 나가노 시게토 법무상의 태평양전은 침략 전쟁이 아니고 ‘위안부’는 공창이었다는 발언에 항의하기 위해 일본을 방문한 것을 계기로 이후 100회 이상 열린 증언 모임에 초청되어 증언했다.
2000년 도쿄에서 개최된 여성국제전범법정에서 제2차 세계 대전 중 경험을 증언했고, 미국 홀로코스트 기념관에서도 증언했다.
2007년에 미국 의회에서 다른 2명의 위안부 피해자 (김군자, 얀 루프 오헤른)과 공동으로 자신의 피해경험을 증언했다. 이용수 등 피해자들의 증언은 미국 하원에서 일본 정부가 위안부에 공식적으로 사과할 것을 요구하는 결의안을 통과시키는데 결정적인 역할을 했고 결의안은 만장일치로 통과되었다. 영화 아이 캔 스피크는 이 역사적인 사건을 모티브로 했다.
2015년 대한민국 국회 의원회관에서 일본군 위안부 피해자 할머니들의 임상미술치료 작품을 전시하는 ‘역사가 된 그림’ 전시회에 참석했다. 아베 신조 일본 총리의 사죄를 촉구하면서 그의 방미 동선에 맞춰 보스턴과 워싱턴DC 등에서 항위 시위를 벌였다. 2015년 한·일 일본군 위안부 협상 타결에 반대하였다.
2016년 유엔 본부에서 세계 언론을 대상으로 기자회견을 갖고 위안부 피해의 실상을 증언했다.
2015년 미국 샌프란시스코 차이나타운 인근 세인트 메리 파크에 한ㅡ중 ㅡ필 위안부 기념물을 세우기 위한 공청회에 유일한 위안부 피해자 증인으로 참석해서 일본 정부의 후원을 받는 반대파를 꺾는 핵심역할을 했다. 이 소녀상 실제 건립은 2017년으로서 박근혜 정부 한일합의 이후였는데,일본 정부가 10억엔 댓가로 위안부 문제 거론 금지를 요구하며 한국에 있던 소녀상도 철거하라는 압력을 넣는 중 미국에 새 소녀상이 섰기에 일본 정부에게는 엄청난 외교적 패배였다. 샌프란시스코 소녀상 건립은 특정 민족을 초월한 국제적 협력이 필요한 상황이라서 특정 정치성이나 집단에 소속되지 않은 피해자 출석이 필요했는데 이용수 할머니 이외에는 대부분 고령이거나 사망하시기도 했고 생존한 분들은 언론노출을 꺼리시거나 특정 집단에 소속되어 계셔서 적절하지 않았다. 샌프란시스코 소녀상이 서 있는 공원은 근처에 손문 동상도 서 있을 정도로 차이나타운 인근 중국계 세력권이고, 3개국 소녀를 함께 묘사해서 앞으로 한국, 일본, 미국 정부 집권당 변화와 관계없이 철거가 불가능한 안전권이다. "위안부들" 힘의 기둥 "Comfort Women" Column of Strength 라는 이름의 높이 3미터가 넘는 이 집단동상은 호소력 강한 동상 제작으로 유명한 미술가 Steven Whyte가 창작했으며,기둥 위에 손을 잡고 선 3명의 가상의 소녀들은 여러 나라 여성들이 위안부 피해자가 되었음을 의미하고 그들을 우러러 보는 한복을 입은 최초 고발자 김학순의 전신상은 그가 미래세대를 위해 증언하였다는 내용을 한눈에 알기 쉽게 형상화했다. 전술한 바와 같이 이 샌프란시스코 소녀상 건립 시기 자체가 미 하원 위안부 결의안과 맞먹을 정도로 중요성이 있는데, 이 두 건의 위업에 모두 이용수가 주도적 역할을 한 셈이다. 영화 주전장은 한일합의 배경과 이를 극복하고 샌프란시스코 소녀상이 세워지기까지 이용수의 국내외 활동을 중심으로 활동가들의 논쟁을 배치했다.
2018년 프랑스 파리 시내의 하원 의사당에서 일본군 위안부 피해 경험을 증언했다.
2019년 100주년을 맞은 3.1절 정부 기념식에서 독립선언문을 낭독했다.
2020년 5월 25일 대구광역시 수성구 만촌동 한 호텔에서 기자회견에서 일본군성노예제 문제해결을 위한 정의기억연대의 불투명한 회계 의혹을 증언하였다. 정의기억연대와 윤미향을 이와 같이 비난한 이후 영화감독 변영주, 언론인김어준,경희대 교수김민웅 (민주당 의원 김민석의 친형)으로부터 비난을 당했고 이에 대한 사죄는 받지 못했으며, 정의기억연대 및 윤미향을 지지하는 네티즌들로부터 극심한 사이버 인신공격을 받고 있다.

## 정의기억연대의 비리 폭로

### 수요집회 폐지 촉구 주장 및 윤미향 비판
이용수는 2020년 5월 7일 대구 남구 찻집에서 기자회견을 열고 “수요집회를 없애야 한다. 하나도 도움이 안된다. 참가한 학생들이 낸 성금은 어디 쓰는지도 모른다 다음주부터 수요집회에 참석하지 않을 것”이라며 “집회가 학생들 고생시키고 푼돈만 없애고 교육도 제대로 안된다”고 말하면서 정대협 기부금과 관련하여 “현금 들어오는거 알지도 못하지만 성금·기금 등이 모이면 할머니들에게 써야 하는데 할머니들에게 쓴 적이 없다”고 했다. 그러면서 관련 단체에서 출판한 위안부 피해 할머니들의 사례를 엮은 책은 “내용 검증이 제대로 되지 않은채 나와 판매되고 있다”고 했으며 제21대 국회의원 선거에서 더불어시민당 비례대표로 당선된 윤미향 前 정의기억연대 이사장에 대해서 윤미향을 정면적 비판한 바 “위안부 문제는 정대협 대표였던 윤미향씨가 와서 해결해야 한다 국회의원 하면 안된다. 이 문제를 해결해야 한다”고 주장했다. 윤미향이 최근 언론과의 인터뷰에서 "할머니가 지지하고 덕담을 나눴다"는 얘기는 “모두 지어낸 말”이라고 했다. 앞으로의 계획에 대해서는 “혼자서라도 위안부 역사관을 세워 선생님들의 자원봉사 등을 통해 한국 학생들과 일본의 젊은이들에게 옳은 역사를 가르치는데 전념할 것”이라며 “옳은 역사를 가르치는 것이 위안부 문제 해결에 도움이 된다"고 했다.
이용수가 제1차 기자회견 이후 혼자 머물던 호텔 객실정보를 윤미향이 모종의 밝혀지지 않은 방법으로 입수하고 기자, 교수 등 여러 명을 대동하고 불시에 방문하여 "눈물어린 용서와 포옹으로 오해 해소"테마의 경향신문 단독보도를 내보냈으나, 이 보도 직후 이용수측은 윤미향 일행의 느닷없는 호텔 객실 방문을 혼자 대하고 심한 위압감을 느꼈으며 윤미향을 용서한 적 없다고 강경히 항의했다. 윤미향 일행의 불시의 방문 당시 이용수는 자신의 비공식적 수양딸로 알려진 대구 소재 친 민주당 성향 시민단체 소속 여성에게 급히 전화를 걸어 이 사실을 알리고 서둘러 호텔로 와달라고 부탁했으며, 이 여성은 자신이 급히 호텔에 도착했을 때 객실 문 앞에서 윤미향의 일행에게 제지당해 큰 소리로 항의해야 했으며 마침내 객실 문이 열렸을 때 이용수가 손을 떨고 있는 모습을 목격했다고 밝혔다. 이용수를 포함한 위안부 피해자들은 옛날 강제로 신체를 구속당한 경험 탓에 일반적인 상황도 큰 부담을 느끼는 일화가 널리 알려져 있는데도 다른 사람도 아닌 30년 동안 위안부 피해규명 활동을 한 윤미향이 이런 행동을 했다는 자체가 놀랍지만 언론은 윤미향의 이런 사생활 침해 논란보다도 기부금 관련 논란에 집중했다.

## 증언
내 동갑내기 친구 중에 김분순이라는 아이가 있었는데 그 어머니는 술장사를 하고 있었다. 하루는 내가 그 집에 놀러가니까 그 어머니가 “너 신발 하나 옳게 못 신고 이게 뭐냐, 애야, 너 우리 분순이하고 저기 어디로 가거라. 거기 가면 오만 거 다 있단다. 밥도 많이 먹을 거고, 너희집도 잘 살게 해준단다”라고 했다. 당시 내 옷차림새는 헐벗고 말이 아니었다.
며칠이 지난 후 분순이랑 강가에 가서 고동을 잡고 있었는데, 저쪽 언덕 위에 서 있는 웬 노인과 일본 남자가 보였다. 노인이 손가락으로 우리를 가리키니까 남자가 우리쪽으로 내려왔다. 노인은 곧 가버리고 남자가 우리에게 손짓으로 가자고 했다. 나는 무서워서 분순이는 아랑곳하지 않고 반대쪽으로 줄행랑을 놓았다.
그런데 며칠이 지난 어느날 새벽, 분순이가 우리집 봉창을 두드리며 “가만히 나오너라” 하며 소곤거렸다. 나는 발걸음을 죽이고 살금살금 분순이를 따라 나갔다. 어머니에게도 이야기하지 않은 채, 그냥 분순이를 따라 집을 나섰다. 집에서 입고 있던 검은 통치마에 단추 달린 긴 면적삼을 입고 게다를 끌고 있었다. 가서 보니 강가에서 보았던 일본 남자가 나와 있었다. 그는 마흔이 좀 안 되어 보였다. 국민복에 전투모를 쓰고 있었다. 그는 나에게 옷보퉁이 하나를 건네주면서 그 속에 원피스와 가죽구두가 있다고 했다. 보퉁이를 살짝 들쳐 보니 과연 빨간 원피스와 가죽구두가 보였다. 그걸 받고 어린 마음에 얼마나 좋았는지 모른다. 그래서 그만 다른 생각도 못하고 선뜻 따라나서게 되었다. 나까지 합해 처녀가 모두 다섯 명이었다.
그 길로 역으로 가서 기차를 타고 경주까지 갔다. 그때 나는 생전 처음으로 기차를 타보았다. 경주에 가서 어느 여관에 들어갔다. 여관 앞 개울가에서 손을 씻고 있는데, 산비탈에 보라색 꽃이 한송이 피어 있었다. 생전 처음 보는 꽃이어서 무슨 꽃이냐고 물어보니까 도라지꽃이라고 했다. 거기서 이틀밤인가를 지냈는데 또 여자 두 명을 더 데리고 왔다. 그래서 여자가 모두 일곱 명이 되었다. 경주에서 기차를 타고 대구를 지나가게 되었다. 달리는 기차의 깨진 유리 차창 저편에 우리집이 보였다. 그때서야 비로소 집생각이 나고 어머니가 보고 싶어졌다. 난 우리 엄마에게 가야 한다고 하면서 막 울었다. 옷보퉁이를 밀치며 이거 안 가질테니 집에 보내 달라고 하며 계속 울었다. 울다가 지쳐서 곯아떨어졌는데 얼마나 갔는지 모르겠다. 여러 날을 간 것 같다.

## 기자회견 전문
저는 '위안부'이었습니다.
그냥 '위안부'가 아니라 일제강점기, 일본군의 대만 주둔 가미가제 특공대의 강제 동원 '위안부' 피해자였습니다.
해방 이후 그 누구에게도 밝히지 못했던 제 삶의 상처를 대중에게 공개했던 것이 1992년 6월25일입니다. 차마 용기를 내기가 어려워 제 자신이 아니라 친구의 이야기인 것처럼 당시 정대협(한국정신대문제대책협의회)에 거짓으로 피해를 접수했었습니다.
이후 1992년 6월 29일 수요집회를 시작으로 당시의 참상과 피해, 그리고 인권유린을 고발하고, 우리 인류에게 다시는 이러한 일들이 반복되지 않도록 다른 피해 할머니들과 함께 문제 해결과 인권 운동을 시작했습니다.
서로 간 존재도 몰랐던 우리 피해 할머니들은 각자 겪은 참상과 인권유린을 이야기하며 부둥켜안고 눈물로 아픔을 함께 했었습니다.
이렇게 시작한 '위안부' 피해자 문제 해결을 위한 투쟁이 30년을 바라보고 있습니다. 이 투쟁을 통해 손가락질과 거짓 속에 부끄러웠던 이용수에서 오롯한 내 자신 이용수를 찾았습니다. 먼저 가신 피해자 언니들과 함께 이 문제를 저 이용수가 꼭 해결하고 싶었습니다.
하지만, 양국 정부의 무성의와 이리저리 얽힌 국제 관계 속에서 그 결실은 아직도 보이지 않고 있습니다. 저는 지난번 기자회견과 입장문을 통해 지금까지 해 온 방식으로는 문제의 해결은 여전히 요원하다는 말씀을 감히 국민 여러분께 말씀드리며, 앞으로 개선해야 할 것들에 대해 말씀드렸습니다.
그렇지만 제 기자회견 이후 전개되고 있는 상황은 제가 기대하거나 예상했었던 상황은 아니었습니다.
30년 동지로 믿었던 이들의 행태라고는 감히 믿을 수 없는 일들이 계속 드러나고 있는 상황에서 저는 당혹감과 배신감, 분노 등 여러 가지 감정을 느꼈습니다.
하지만, 저는 두 가지는 꼭 지켜져야 한다는 생각으로 이번 기자회견을 준비했습니다. 저를 비롯한 '위안부' 피해자들의 명예회복과 일본의 사죄와 배상 및 진상의 공개, 그리고 그 동안 일궈온 투쟁의 성과가 훼손되어서는 안 된다는 것입니다.
제가 '위안부' 피해자라는 사실을 고백한 후, 참 힘든 세월을 지내왔습니다만 그럼에도 저는 이 길을 지키기 위해 마음을 부단히 다 잡아 왔습니다.
그래서 오늘, 이 자리에서 국민 여러분께 부탁 아닌 부탁 말씀을 드리고자 합니다.
저는 현재 드러난 문제들은 우리 대한민국이 그동안 이뤄온 시민의식에 기반하여 교정되고 수정되어 갈 거라는 믿음을 갖고 있습니다. 우리는 미래로 향하는 발걸음을 멈추지 말아야 합니다.
그러한 길에 ‘시민 주도 방식’, ‘30년 투쟁의 성과 계승’, ‘과정의 투명성 확보’ 3가지 원칙이 지켜지는 전제하에 향후 제가 생각하는 활동 방향을 몇 가지 말씀드리고자 합니다.
첫 번째, '위안부' 피해자 문제 해결을 위한 방안이 조속히 나와야 한다는 것입니다. 오랜 세월 가까운 가족에게조차 피해 사실을 밝히지 못했던 많은 피해자들의 명예를 회복할 수 있는, 현실적이고 실현 가능한 방안을 한일 양국 정부와 시민사회가 책임성을 갖고 조속히 같이 머리를 맞대고 만들어 내야 한다는 말씀을 드립니다.
두 번째, 지난번 입장문에서도 말씀드렸지만, 한일 관계의 미래지향적 발전을 위한 구체적 교류 방안 및 양국 국민 간 공동행동 등 계획을 만들고 추진해 나갈 수 있기를 바랍니다.
세 번째, 한일 양국을 비롯한 세계 청소년들이 전쟁으로 평화와 인권이 유린됐던 역사를 바탕으로 인류가 나아가야 할 길을 함께 고민하고 체험할 수 있는 평화 인권 교육관 건립을 추진해 나갔으면 합니다.
네 번째, '위안부' 문제 해결을 위해 전문적인 교육과 연구를 진행하고 실질적인 대안과 행동을 만들어 낼 수 있는 기구를 새롭게 구성하여 조속히 피해 구제 등이 이루어질 수 있도록 해야 한다고 생각합니다.
다섯 번째, 앞서 말씀드린 것들이 소수 명망가나 외부의 힘에 의존하는 것이 아니라, 그동안 정대협과 정의연이 이뤄온 성과를 바탕으로 우리 국민의 힘으로 새로운 역량을 준비해야 한다고 생각합니다.
여섯 번째, 이번 사태를 기점으로 개방성과 투명성에 기반한 운영 체계를 갖추기 위한 논의가 이뤄지길 바랍니다. 사업의 선정부터 운영 규정, 시민의 참여 방안, 과정의 공유와 결과의 검증까지 누구라도 고개를 끄덕일 수 있도록 깊은 논의가 이뤄지길 기대합니다.
마지막으로 말씀드릴 것은, 그동안 이 운동이 시민의 지지와 성원으로 성장해 온 만큼 시민의 목소리를 모아가는 과정이 필요하다고 생각합니다. 저를 비롯한 활동가, 그리고 국민 여러분 모두가 현재 상황을 어떻게 풀어내야 할 지 당혹스러우리라 생각합니다.
저는 투쟁 과정의 문제들이 공론화되길 기대했던 것인데, 여러 가지 문제가 드러나면서 그 과정이 복잡해질 듯 합니다. 제겐 운동 과정에서 많은 도움을 주셨던 여러분이 계십니다. 먼저 한 발을 내디뎌 새로운 길을 열어오신 분들께서 밝은 지혜로 시민과 함께 문제를 풀어낼 수 있도록 도움 주시기를 간곡히 부탁드립니다.
저는 올해 93세입니다. 제게 남은 시간은 별로 없습니다. 어떤 이익을 기대하고 있는 것이 아닙니다. 피해자들의 의지와 무관하게 역사의 소용돌이 속에서 무력하게 당해야 했던 우리들의 아픔이 다시 반복되지 않도록, 그리고 미래 우리의 후손들이 가해자이거나 피해자가 되지 않기를 바랍니다.
지금 모두가 걱정하고 있는 코로나19(신종 코로나바이러스 감염증)에 대응하는 대한민국 국민은 이미 새로운 길을 만들어나가고 있습니다. 과거와 현재와 미래가 함께 그 길을 닦아나가고 있다고 생각합니다. 그 어느 길에도 오르막과 내리막은 함께 합니다. 중요한 것은 한 걸음이라 생각합니다.
우리를 위한 모두의 한 걸음을 이제 국민이 함께 해 주시길 부탁드립니다.
감사합니다.
여성인권운동가 이용수 드림.

## 상훈
- 2000년 존엄과 명예의 여성을 위한 2000년 인권상
- 2016년 캘리포니아 상원 공로상[17]
- 2016년 제1회 애산인권상[18]

## 출연
- 영화 《주전장》증언 영상
- 영화 《낮은 목소리 3 - 숨결》
- 2002-08-10 MBC 《느낌표》 길거리 특강[19]
- 2007-06-12 EBS 《시대의 초상》[20]